# King Island, Tasmanien
King Island är en region i Australien. Den ligger i delstaten Tasmanien, i den sydöstra delen av landet, omkring 430 kilometer nordväst om delstatshuvudstaden Hobart. Antalet invånare är 1 605. King Island ligger på ön King Island.